# Ammothella heterosetosa
Ammothella heterosetosa är en havsspindelart som först beskrevs av Hilton, W.A. 1942.  Ammothella heterosetosa ingår i släktet Ammothella och familjen Ammotheidae. Inga underarter finns listade i Catalogue of Life.